# Ofrälse ståndsperson
Ofrälse ståndsperson kallades på svenska språket i Sverige och Finland en person i hög samhällsställning som inte tillhörde de två högre stånden (adelsståndet och prästeståndet). Till ofrälse ståndspersoner räknades bland andra läkare, apotekare, sjökaptener, frälsefogdar, bokhållare och brukspatroner. En jordägande ofrälse ståndsperson kunde även benämnas possessionat. Termen ofrälse ståndsperson används i forskning, men har även funnits i allmänt språkbruk sedan slutet av 1700‑talet, och ordet ståndsperson utan bestämning har sedan 1600‑talet varit en benämning på ofrälse icke prästerliga personer som genom förmögenhet eller bildning var socialt likställd med de högre stånden.